# 木村翔
木村 翔（きむら しょう、男性、1988年11月24日 - ）は、日本の元プロボクサー。元WBO世界フライ級王者。青木ボクシングジム→花形ボクシングジム 所属。入場テーマ曲は、竹原ピストルの「Forever Young」

## 来歴
埼玉県熊谷市出身。埼玉県立本庄北高等学校卒業。
中学校3年から熊谷コサカジムでボクシングを始める。高校1年時にインターハイへ出場するも、2年時にはボクシング部を辞めて競技からも離れた。23歳でボクシングを再開し、プロ入りを目指す際に熊谷コサカジム会長から青木ジムを紹介され入門する。
2013年4月22日、後楽園ホールで王子翔介とプロデビュー戦となる50kg契約4回戦を行い、初回1分15秒KO負けを喫した。
2014年9月26日、後楽園ホールで行われた第71回東日本新人王戦のライトフライ級準決勝で小久保聡と対戦し、4回1-0（39-38、38-38×2）の判定で引き分けたが規定により決勝進出を逃した。
2015年5月26日、後楽園ホールで行われた「DANGAN」B級トーナメントライトフライ級決勝で金子智之と対戦し、5回3-0（48-47、49-46が2者）の判定勝ちを収め「DANGAN」B級トーナメント優勝を果たした。
2015年9月17日、後楽園ホールで行われた「DANGAN139」で成塚亮とライトフライ級8回戦を行い、6回終了TKO勝ちを収めた。
2016年2月29日、後楽園ホールで行われた「スヴェンソン・エキサイトボクシング」で寺次孝有希とライトフライ級8回戦を行い、3回2分21秒TKO勝ちを収めた。
2016年5月12日、後楽園ホールで行われた「DAGAN160」で内野々大叶と49.5kg契約8回戦を行い、5回1分45秒TKO勝ちを収めた。
2016年11月23日、住吉スポーツセンターで日本フライ級12位の坂本真宏とWBOアジア太平洋フライ級王座決定戦を行い、12回2-0（116-112×2、114-114）の判定勝ちを収め王座獲得に成功した。
2017年5月13日、香港コンベンション・アンド・エキシビション・センターで行われた「DEF FHIGT NIGHT」でサックシット・チャイヨンジムと対戦し、2回2分11秒KO勝ちを収めた。
2017年6月8日、同年7月11日に元WBA世界ミニマム級王者のクワンタイ・シッモーセンとWBOアジア太平洋王座の初防衛戦を行うことが決定した。しかし6月27日、同年7月28日に上海でWBO世界フライ級王者の鄒市明に挑戦することが決定した為、上述のクワンタイ戦は中止となった。
2017年7月28日、上海オリエンタルスポーツセンターでWBO世界フライ級王者の鄒市明に挑戦し、11回2分28秒TKO勝ちを収め王座獲得に成功した。日本の男子ボクサーが海外敵地で世界タイトル（JBC公認）を奪取するのは、1981年11月7日に三原正がアメリカでWBA世界スーパーウェルター級王座を獲得して以来36年ぶりとなった（その間、平仲明信と亀田和毅が海外で王座奪取に成功しているが、いずれも中立地開催だった）。
2017年12月31日、大田区総合体育館で元WBC世界フライ級王者でWBO世界フライ級1位の五十嵐俊幸と対戦し、9回2分34秒TKO勝ちを収め初防衛に成功した。
2018年7月27日、青島でWBO世界フライ級3位のフローイラン・サルダールと対戦し、6回54秒KO勝ちを収めて2度目の王座防衛に成功した。
2018年9月24日、武田テバオーシャンアリーナでWBO世界フライ級1位で2階級制覇王者の田中恒成と3度目の防衛戦を行い、12回0-2（112-116、113-115、114-114）の判定負けを喫し、王座から陥落した。
2019年3月30日、上海でピグミー・ゴーキャットジムとOPBF東洋太平洋フライ級シルバー王座決定戦を行い、3回2分20秒TKO勝ちで王座獲得に成功した。
2019年5月26日、中国撫州市でWBA世界ライトフライ級王者のカルロス・カニサレスに挑戦するも、12回0-3（109-119×2、110-118）で判定負けを喫し2階級制覇達成ならず。
2020年2月15日、フィリピンマニラで元WBO世界ミニマム級王者のメルリト・サビーリョと対戦し、2回2分16秒TKO勝ちを収めた。
2021年2月11日、国立代々木競技場で開催のチャリティーボクシングイベント『LEGEND』で元K-1 WORLD GPスーパーバンタム級王者・武居由樹とエキシビジョンマッチを行った。
2022年5月9日、後楽園ホールにて堀川龍と対戦し、8回0-1（75-77、2者が76-76）の判定で引き分け。2年3ヶ月ぶりの試合を白星で飾れなかった。
2025年4月27日、地元熊谷の彩の国くまがやドームで引退セレモニーを行い、断髪式を模した「バンテージカット」で締めた。

## エピソード
- 鄒市明に勝利したことで中国では福原愛に次ぐ有名な日本人アスリートになっている[28]。

## 戦績
プロボクシング：26戦19勝 (12KO) 3敗 4分
| 戦           | 日付           | 勝敗 | 時間     | 内容    | 対戦相手                           | 国籍           | 備考                                        |
| ------------ | -------------- | ---- | -------- | ------- | ---------------------------------- | -------------- | ------------------------------------------- |
| 1            | 2013年4月22日  | ★    | 1R 1:15  | KO      | 王子翔介（E&Jカシアス）            | 日本           | プロデビュー戦                              |
| 2            | 2013年7月24日  | ☆    | 4R       | 判定2-1 | 小久保聡（三迫）                   | 日本           |                                             |
| 3            | 2013年11月24日 | ☆    | 4R       | 判定3-0 | 入江遼（スターロード）             | 日本           |                                             |
| 4            | 2014年1月29日  | ☆    | 4R       | 判定    | ルンギャット・シットサイトーン     | タイ           |                                             |
| 5            | 2014年4月4日   | ☆    | 4R       | 判定3-0 | 下沖克徳（角海老宝石）             | 日本           |                                             |
| 6            | 2014年7月1日   | ☆    | 4R       | 判定3-0 | 工藤優雅（マナベ）                 | 日本           |                                             |
| 7            | 2014年9月26日  | △    | 4R       | 判定1-0 | 小久保聡（三迫）                   | 日本           |                                             |
| 8            | 2015年2月18日  | △    | 6R       | 判定0-1 | 青山功（セレス）                   | 日本           |                                             |
| 9            | 2015年5月26日  | ☆    | 5R       | 判定3-0 | 金子智之（国際）                   | 日本           |                                             |
| 10           | 2015年7月25日  | ☆    | 2R 0:51  | TKO     | サーイチョン・オーウワンスワン     | タイ           |                                             |
| 11           | 2015年9月17日  | ☆    | 6R 終了  | TKO     | 成塚亮（ワタナベ）                 | 日本           |                                             |
| 12           | 2015年11月30日 | ☆    | 1R 1:22  | TKO     | 荘田直紀（ミサイル工藤）           | 日本           |                                             |
| 13           | 2016年2月29日  | ☆    | 3R 2:21  | TKO     | 寺次孝有希（ミサイル工藤）         | 日本           |                                             |
| 14           | 2016年5月12日  | ☆    | 5R 1:45  | TKO     | 内野々大叶（ウエスタン延岡）       | 日本           |                                             |
| 15           | 2016年7月6日   | ☆    | 1R 2:35  | KO      | プラーブプラーム・シットサイトーン | タイ           |                                             |
| 16           | 2016年11月23日 | ☆    | 12R      | 判定2-0 | 坂本真宏（六島）                   | 日本           | WBOアジア太平洋フライ級王座決定戦           |
| 17           | 2017年5月13日  | ☆    | 2R 2:11  | KO      | サックシット・チャイヨンジム       | タイ           |                                             |
| 18           | 2017年7月28日  | ☆    | 11R 2:28 | TKO     | 鄒市明                             | 中華人民共和国 | WBO世界フライ級タイトルマッチ               |
| 19           | 2017年12月31日 | ☆    | 9R 2:34  | TKO     | 五十嵐俊幸（帝拳）                 | 日本           | WBO防衛1                                    |
| 20           | 2018年7月27日  | ☆    | 6R 0:54  | KO      | フローイラン・サルダール           | フィリピン     | WBO防衛2                                    |
| 21           | 2018年9月24日  | ★    | 12R      | 判定0-2 | 田中恒成（畑中）                   | 日本           | WBO王座陥落                                 |
| 22           | 2019年3月30日  | ☆    | 3R 2:20  | TKO     | ピグミー・ゴーキャットジム         | タイ           | OPBF東洋太平洋フライ級シルバー王座決定戦    |
| 23           | 2019年5月26日  | ★    | 12R      | 判定0-3 | カルロス・カニサレス               | ベネズエラ     | WBA世界ライトフライ級タイトルマッチ         |
| 24           | 2020年2月15日  | ☆    | 2R 2:16  | TKO     | メルリト・サビーリョ               | フィリピン     |                                             |
| 25           | 2022年5月9日   | △    | 8R       | 判定0-1 | 堀川龍（三迫）                     | 日本           |                                             |
| 26           | 2023年1月25日  | △    | 10R      | 判定0-1 | ウラン・トロハツ                   | 中華人民共和国 | WBAインターナショナルフライ級タイトルマッチ |
| テンプレート |                |      |          |         |                                    |                |                                             |

## 獲得タイトル
- WBOアジア太平洋フライ級王座（防衛0＝返上）
- WBO世界フライ級王座（防衛2）
- OPBF東洋太平洋フライ級シルバー王座（防衛0）

## TV出演
- SASUKE（2018年3月26日[29]、TBS）